# 宮下浩
宮下 浩（みやした　ひろし、1982年8月16日 - ）は日本のシンガーソングライター。石川県出身。血液型B型。

## 来歴
- 2006年 - 今井昂らとnothingmanを結成。
- 2015年 - キネマズの名前で本格的にソロ活動を開始。

## ディスコグラフィー

### アルバム
| 枚  | 発売日        | タイトル  | 規格品番  | 備考 |
| --- | ------------- | --------- | --------- | ---- |
| 1st | 2016年4月10日 | JUNK SHOW | UTLD-0016 |      |

#### ミニアルバム
| 枚  | 発売日        | タイトル | 規格品番 | 備考         |
| --- | ------------- | -------- | -------- | ------------ |
| 1st | 2012年7月22日 | 29       |          | 期間限定販売 |

### シングル
- 「彼方からの手紙 2013年1月16日」
  - 2013年1月16日発売

1. そばにいれば
2. town

- 「彼方からの手紙 2013年2月17日」
  - 2013年2月17日

1. radio
2. おやすみ

- 「彼方からの手紙 2013年2月17日」
  - 2013年2月17日

1. radio
2. おやすみ

## 不定期ライブ
- 大停電の夜に
  - HUCKFINN FACTIRYというライブハウスで行われるアコースティックライブ。
  - 基本的にはキャンドルナイトで、席数が数十席と少なめなのが特徴で、楽曲リクエストなども行っている。